# Barbus apleurogramma
Barbus apleurogramma es una especie de peces de la familia de los Cyprinidae en el orden de los Cypriniformes.

## Morfología
Los machos pueden llegar alcanzar los 5,5 cm de longitud total.

## Hábitat
Es un pez de agua dulce.

## Distribución geográfica
Se encuentra en Uganda (lagos  Victoria y  Edward), Ruanda, Burundi (lago Kivu) y Tanzania.